# Kushan (socken i Kina)
Kushan (kinesiska: 库山乡, 库山) är en socken i Kina. Den ligger i provinsen Shandong, i den östra delen av landet, omkring 200 kilometer sydost om provinshuvudstaden Jinan. Antalet invånare är 21674. Befolkningen består av 10 827 kvinnor och 10 847 män. Barn under 15 år utgör 15,0 %, vuxna 15-64 år 70 %, och äldre över 65 år 14,0 %.
Genomsnittlig årsnederbörd är 958 millimeter. Den regnigaste månaden är juli, med i genomsnitt 307 mm nederbörd, och den torraste är januari, med 10 mm nederbörd.